# میگل سن رومن
میگل سن رومن (انگلیسی: Miguel San Román؛ زادهٔ ۱۴ ژوئیهٔ ۱۹۹۷) بازیکن فوتبال اهل اسپانیا است.
از باشگاه‌هایی که در آن بازی کرده‌است می‌توان به باشگاه فوتبال الچه اشاره کرد.